# Gridiron-fodbold
Gridiron-fodbold (nordamerikansk fodbold) er en form for fodbold, der fortrinsvis spilles i USA og Canada. De dominerede typer indenfor denne sport er amerikansk fodbold og canadisk fodbold. Begrebet gridiron (engelsk for grillrist) er opstået for at kunne udtrykke sportens oprindelige karakteristiske bane, som indtil ca. 1920 var optegnet med streger der udgjorde et gitter. Selv om banetegningen siden er ændret, har udtrykket "grid" overlevet.